# 청주 크림빵 뺑소니 사건
청주 크림빵 뺑소니 사건은 2015년 1월 10일 새벽에 청주시 흥덕구 무심서로 로스텍 앞에서 크림빵을 사들고 귀가하던 당시 29세 가장이 길을 건너다 당시 37세의 허씨에 의해 뺑소니 교통사고를 당하고 사망한 사건이다. 아내와의 전화 통화에서 "좋아하는 케이크 대신 크림빵을 사서 미안하다”며 "태어나는 아이에게 훌륭한 부모가 되자”고 말한 것으로 전해져 일명 '크림빵 아빠', '크림빵 뺑소니' 사건으로 알려지게 되었다.

## 상세
1월 24일 사고지점에서 170 미터 떨어진 곳에 있던 차량등록사업소에서 촬영한 폐쇄회로 텔레비전에 찍힌 용의자의 차량인 회색 계통 쉐보레 윈스톰이 해당 장소를 지나간 시간이 피해자가 사고 지점을 지나간 시간과 일치했고, 5일 후인 1월 29일 자동차 커뮤니티인 보배드림 회원이 "쉐보레 윈스톰 부품을 사 갔다"는 사실을 밝히면서 그날 밤 8시40분쯤 112상황실에 “남편이 사고를 낸 것 같다”고 하며 자수 의사를 전달했다. 청주시 청주흥덕경찰서는 가해자의 아파트로 경찰을 급파, 가해자가 아내와 함께 경찰서에 자진 출석하였다. 이들은 경찰에서 "혐의를 인정하느냐"는 질문에 "죄송하다"는 말로 사실상 범행을 시인하면서 "음주로 인하여 피해자가 자루처럼 보여 사람이 부딪힌 것을 몰랐다."고 하였으나 검찰에서 "사람을 친 것을 당시 알고 있었고 무서워서 도망갔다."라고 말하여 범죄사실을 자백했고 '왜 도주했느냐'는 기자들의 질문에 "죄 짓고 못 산다. 사람인지 인지하지 못했다. 사람이라기보다는 조형물이나 자루처럼 보였다"고 했다.
용의자가 자수하고 나서 사건을 수사 중인 박세호 청주시 청주흥덕경찰서장은 1월 30일 오전 언론 브리핑에서 "1월 29일 용의차량을 특정한 후 천안시의 한 공업사에서 차량 부품을 구입한 사실을 확인, 카드사를 통해 인적사항을 파악하고 용의자에게 연락을 취했지만 당시 용의자의 휴대전화는 전원이 꺼진 상태였다"고 설명하면서 체포된 용의자에 대한 조사 결과 당시 허아무개는 카드사에서 전화가 오자 경찰이 자신을 쫓는다는 사실을 알고 수면제와 소주를 사 청주의 한 야산에 올랐으나, "'경찰에 이미 다 이야기를 했다. 자수하라'는 아내의 설득에 자수를 결정했다."고 밝혔다.
이 사건과 관련하여 앞서 1월 22일 "사건 해결에 결정적인 제보나 단서를 제공하면 500만원의 보상금을 지급하겠다."고 밝혔던 청주흥덕경찰서는 2월 4일 경비교통과장을 위원장으로 4명의 위원(경찰관)과 변호사 등이 참석한 가운데 보상심의위원회를 개최한 결과, "'피의자의 아내가 112에 신고한 내용'과 '청주시 자동차등록사업소에 폐쇄회로 텔레비전이 있다'고 인터넷에 댓글을 올린 사람 모두 신고 보상금을 지급하지 않기로 결정했다."고 밝혔다.
이 사건 이후인 3월 7일 경찰청은 뺑소니나 무보험 차량과 사고가 발생해도 경찰조사를 받는 절차 없이 뺑소니나 무보험 차량의 피해자임을 증명해 곧바로 병원비 보험처리 등이 가능한‘교통사고 접수증’을 3월 10일부터 발급하고 청주시는 3월 15일 놀이터와 도시공원, 어린이보호구역, 농촌용 CCTV, 취약 지역의 골목, 산책로 등에 도심용 CCTV 등 CCTV 125대를 국비와 도비, 시비 24억6천500만원을 투입하여 설치를 하기로 했는데 제2의 청주 크림빵 뺑소니 사건이라 불리는 사건이 3월 14일 새벽 1시 17분 경기도 남양주시 진접읍 장현리 G모 세차장 앞에서 발생하기도 했다. 깜박이를 켜고 가는 쓰레기차의 뒤를 외제차가 빠른 속도로 따라가다 당시 38세의 환경미화원 고아무개를 치고 도주하는 영상이 보배드림 사이트에 올라와 경찰이 당시 48세의 인피니티 M차량 운전자 최아무개를 입건했다.

## 재판과정
특정범죄가중처벌법상 도주차량, 도로교통법 위반(음주운전) 등으로 구속 기소된 당시 37세의 피의자 허아무개에 대하여 경찰과 검찰이 '음주운전시 사고가 난 후 시간이 많이 경과되어 운전자가 술이 깨어버렸거나 한계 수치 이하인 경우 등에 음주운전 당시의 혈중 알코올 농도를 계산'하는 위드마크 공식을 적용해 추정한 혈중 알코올 농도 측정치를 재판부가 증거로 채택하지 않은 상태에서 3월 11일 청주지방법원 형사합의22부 심리로 열린 첫 번째 공판에서 피고인 허아무개가 "음주한 사실은 인정하지만 혈중 알코올 농도가 처벌 기준치를 초과했다는 점을 증명하기 어렵다"며 음주운전 혐의에 대해 무죄를 주장한데 이어 4월 8일 열린 두 번째 공판에서 사고 직전까지 허아무개와 함께 술을 마신 동료 2명이 증인으로 출석하여 "1월 9일 오후 5시부터 자정께까지 삼겹살 집에서 소주 4∼5병을 마신 뒤 2차로 횟집에서 소주 2병을, 3차 노래방에서 맥주 8∼10병을 나눠마셨다. 노래방에서는 3명이 더 합석했으며 허아무개가 맥주를 좋아하지 않아 물을 자주 마시고, 안주도 많이 먹는 편이다. 헤어질 때 허아무개는 취하거나 비틀거리지 않았다. 평소 술을 마시면 대리운전 기사를 부르기도 했다"고 진술했다.
2016년 3월 24일, 대법원은 허아무개(37)에 대해 특정범죄가중처벌법상 도주차량혐의(뺑소니)만 인정해 징역 3년 선고한 원심을 확정했다. 결국 사고 당일 음주측정을 하지 않아 음주운전을 증명할 방법이 없어 음주운전 혐의에 대해선 무죄가 선고된 것이다.
피해자와 합의를 감안해도 사람이 죽었는데 징역 3년이라는 가벼운 처벌을 받았다면서 논란이 되고 있다. 한편 최근 무단횡단에 대해서는 법도 보호해주지 않는 추세로 바뀜에 따라 망인의 과실도 있기 때문에 적절한 처벌이라는 의견도 일부 있으나, 본 형량은 "사람을 친" 것에 대한 게 아니고 "사람을 치어놓고도 구호조치를 하지 않고 그대로 도주"한 것에 대한 것이라는 점에서 피해자의 과실을 언급하는 것은 부적절하다.